# قائمة الدول حسب إنتاج البزموت
هذه قائمة الدول حسب إنتاج البزموت في عام 2017.

## القائمة
| الدولة/المنطقة | إنتاج البزموت (بالطن) |
| -------------- | --------------------- |
| العالم         | 14,000                |
| الصين          | 11,000                |
| فيتنام         | 2,000                 |
| المكسيك        | 540                   |
| اليابان        | 430                   |
| كازاخستان      | 140                   |
| كندا           | 25                    |
| روسيا          | 4                     |

## وصلات خارجية
- القائمة الكاملة - لهيئة المسح الجيولوجي البريطاني